# Némethi Csaba
Némethi Csaba  (Mogyorós, 1949 –)  partiumi származású magyar matematikus.

## Életpályája
A kolozsvári Babeș–Bolyai Tudományegyetemen  matematika szakot végzett 1972-ben, ahol azután tanársegéd volt 1982-ig, amikor Németországba költözött. 1980-ban doktorált a kolozsvári egyetemen. Németországban a számítástechnika területén dolgozott.

## Munkássága
Kutatási területei: általános topológia, topologikus lineáris terek, topologikus algebrai rendszerek,  speciális kategóriák.

### Szakcikkei (válogatás)
- Némethi, Csaba: Topological functors and invariant objects. Studia Univ. Babeş–Bolyai Math. 26 (1981), no. 4, 51–57.
- Némethi, Csaba: Sequential properties of locally convex spaces. Mathematica (Cluj) 23(46) (1981), no. 1, 49–54.
- Némethi, Csaba: On almost sequential locally convex spaces. II. Studia Univ. Babeş–Bolyai Math. 24 (1979), no. 2, 42–45.
- Némethi, Csaba: Uniformizations of certain convergence structures. Studia Univ. Babeş–Bolyai Math. 24 (1979), no. 1, 28–33.
- Némethi, Csaba: On almost sequential locally convex spaces. I. Studia Univ. Babeş–Bolyai Math. 23 (1978), no. 2, 54–58.
- Némethi, Csaba: Characterizations of certain spaces in terms of divergent filters. Mathematica (Cluj) 19(42) (1977), no. 1, 75–83 (1978).
- Némethi, Csaba: Natural uniform convergence structures for convergence groups. Studia Univ. Babeş–Bolyai Math. 22 (1977), no. 2, 60–66,
- Némethi, Cs.: Convergent filters in the final topology and a characterization of regularity. Ann. Univ. Sci. Budapest. Eötvös Sect. Math. 20 (1977), 177–181.
- Némethi, Cs.: Convergence structures. The convergence in the final topology. Ann. Univ. Sci. Budapest. Eötvös Sect. Math. 19 (1976), 5–13 (1977).
- Némethi, Csaba: On the product of relations (románul) Stud. Cerc. Mat. 24 (1972), 1421–1434.